# 1957 no teatro

## Nascimentos
| Data            | Nome               | Profissão       | Nacionalidade  | Observações | Ref |
| --------------- | ------------------ | --------------- | -------------- | ----------- | --- |
| 18 de fevereiro | Christiane Torloni | atriz           | Brasil         |             |     |
| 18 de abril     | Cissa Guimarães    | atriz           | Brasil         |             |     |
| 23 de junho     | Frances McDormand  | atriz           | Estados Unidos |             |     |
| 29 de outubro   | Dan Castellaneta   | ator e dublador | Estados Unidos |             |     |

## Mortes
| Data          | Nome            | Profissão | Nacionalidade  | Observações | Ref |
| ------------- | --------------- | --------- | -------------- | ----------- | --- |
| 14 de janeiro | Humphrey Bogart | ator      | Estados Unidos | n. 1899     |     |